# گمینا نگلیش
گمینا نگلیش (به لهستانی:  Gmina Nielisz) یک گمینا در لهستان است که در شهرستان زاموشتش واقع شده‌است. گمینا نگلیش ۱۱۳٫۱۶ کیلومتر مربع مساحت و ۵٬۷۲۳ نفر جمعیت دارد.